# FBA 17
FBA 17 là một loại tàu bay huấn luyện sản xuất tại Pháp vào cuối thập niên 1920.

## Biến thể

### FBA 17
Phiên bản dùng động cơ Hispano-Suiza 8A
- HE 2 - (Hydravion d'École)
- HL 1 - (Hydravion de Liaison)
- HL 2
- HMT 2 - (Hydravion Mixte de Transport)
  - HMB 2
- HMT 4
- HT 4 - (Hydravion de Transport)

### FBA 171
Phiên bản dùng động cơ Lorraine Mizar
- HE 2

### FBA 172
Phiên bản dùng động cơ Gnome et Rhône 5B
- HE 2
- HMT 2
- HT 4
- Type 172/2

### Phiên bản do Viking chế tạo
- V-2
- OO-1

## Quốc gia sử dụng
Brasil
- Không quân Brazil

 Pháp
- Hải quân Pháp

 Ba Lan
- Hải quân Ba Lan

 Hoa Kỳ
- Bảo vệ Bờ biển Hoa Kỳ

## Tính năng kỹ chiến thuật (17 HE 2)
Đặc điểm tổng quát
- Kíp lái: 2
- Chiều dài: 8.94 m (29 ft 4 in)
- Sải cánh: 12.87 m (42 ft 3 in)
- Chiều cao: 3.20 m (10 ft 6 in)
- Diện tích cánh: 36.5 m2 (393 ft2)
- Trọng lượng rỗng: 850 kg (1.875 lb)
- Trọng lượng có tải: 1.125 kg (2.480 lb)
- Powerplant: 1 × Hispano-Suiza 8Ac, 134 kW (180 hp)

Hiệu suất bay
- Vận tốc cực đại: 150 km/h (90 mph)
- Tầm bay: 360 km (220 dặm)
- Trần bay: 3.000 m (9.840 ft)